# Eriocaulon longirostrum
Eriocaulon longirostrum là một loài thực vật có hoa trong họ Cỏ dùi trống. Loài này được Silveira & Ruhland mô tả khoa học đầu tiên năm 1903.